# Parque nacional natural Serranía de Manacacías
El Parque Nacional Natural Serranía de Manacacías se encuentra ubicado en la Región de la Orinoquía en Colombia. Su superficie hace parte del departamento del Meta.

## Descripción

### Ubicación
Ubicado en el municipio de San Martín de los Llanos del departamento del Meta.

### Hidrografía
Se encuentra cerca al río manacacías.